# Япа-Адда

Левант по материалам Амарнских писем

Япа-Адда (Йаппа-Хадди; финик. Yapaḫ-Hadda) — царь Берита в середине XIV века до н. э.

## Биография
Япа-Адда известен только из писем, сохранившихся в Амарнском архиве. О нём упоминается в тринадцати посланиях, большинство из которых связано с деятельностью царя Библа Риб-Адди. Из них два (№ 97 и 98) отправлены от имени самого Япа-Адды. В этих исторических источниках он назван правителем Берита (современный Бейрут). Правление Япа-Адды датируют серединой XIV века до н. э..
По данным документов из Амарны, в начале своего правления Япа-Адда признавал себя властителем, подчинённым монархам Египта. В двух письмах царь Берита просил своих адресатов из числа приближённых к фараону лиц информировать Эхнатона о том, что его сильно притесняют враги египтян, вожди Амурру Абдиаширта и Азиру. Япа-Адда умолял тех ходатайствовать перед Эхнатоном об оказании беритцам военной помощи. Какой ответ был на эти просьбы, неизвестно. Возможно, что помощь Бериту так и не была оказана, и это заставило Япа-Адду заключить мир с правителями Амурру. В качестве союзника Азиру беритский царь несколько раз упоминался в посланиях правителя Библа Риб-Адди. Уже в одном из наиболее ранних посланий (письмо № 83) сообщалось о союзе, который Япа-Адда, правитель Сидона Зимрида и Абдиаширта заключили против Библа. В письме № 92 указано, что хотя по приказу Эхнатона цари Берита, Сидона и Тира должны были оказать помощь Риб-Адди в войне с амореями, те проигнорировали повеление фараона.По свидетельству ещё одного послания библского царя (письмо № 113), Япа-Адда постоянно нападал на его владения, захватывая принадлежавших ему людей и скот. Риб-Адди ставил в известность Эхнатона, что царь Берита злоумышляет против самого фараона, ведя переговоры с его врагами из числа хабиру. В письме № 114, направленном царём Библа египетскому чиновнику Аманмашше, сообщалось, что корабли из Сура, Берита и Сидона, посланные их царями (в том числе и Япа-Ададом), воспрепятствовали библским мореходам оказать помощь осаждённому амореями Цумуру. В другом послании (письмо № 116) Риб-Адди уже обвинял Япа-Адду в преступлениях против власти фараона, сообщая, что посланный им ко двору Эхнатона дипломат был взят под стражу по приказу царя Берита. В последнем из писем (№ 120), в котором упоминалось имя Япа-Адды, царь Библа снова жаловался египетскому чиновнику по имени Абди-Адда на враждебность беритского правителя. Риб-Адди писал, что он отправил одну из своих дочерей ко двору Эхнатона, но та была задержана в Берите, а её богатое приданое присвоено Япа-Аддой. Вероятно, вскоре после этого беритский царь скончался. Когда точно это произошло и при каких обстоятельствах на беритский престол взошёл Аммунира, ставший союзником Риб-Адди в войне с Азиру, сведений не сохранилось.